# Deidad de la guerra
Una deidad de la guerra es un dios o diosa de la mitología, asociada con la guerra, pero también con el combate o el derramamiento de sangre en un sentido más amplio. Se encuentran usualmente en casi todas las religiones politeístas.
Las deidades mitológicas que presiden la lucha y la conquista, suelen tener una doble visión, por un lado con un matiz negativo asociado a la desolación causada por la guerra y por otro la positividad de la celebración de la fuerza del propio pueblo y su expansión a través de la propia guerra.
A menudo, incluso el dios del monoteísmo se ha asociado con los actos de guerra más sangrientos, pero a diferencia de la mayoría de las deidades presentes en el panteón politeísta, el "dios único" monoteísta ha sido retratado tradicionalmente en las narraciones que le conciernen como comandante y líder de ejércitos, con el propósito explícito de difundir su "verdadera religión". La íntima conexión entre el concepto de guerra santa y la firme creencia en un único dios verdadero ha sido señalada por muchos estudiosos, entre ellos Jonathan Kirsch (en Dios contra los dioses: la historia de la guerra entre el monoteísmo y el politeísmo) o Joseph Campbell (en Las máscaras de Dios, vol. 3: "Mitología Occidental").

## Algunas divinidades principales de la guerra
En la religión del Antiguo Egipto destacaban varias divinidades asociadas a la guerra como la diosa Neit, también diosa de la caza y la sabiduría, Horus, dios y rey supremo del cielo y de la guerra, Montu, dios de la guerra asociado al valor demostrado en combate y al sol, Sejmet, diosa de la guerra, la peste y el desierto o Upuaut, dios de la guerra y la muerte que más tarde se asoció con Anubis y el concepto del Más Allá.
El dios de la guerra más conocido es el dios de la guerra romano Marte, que, sin embargo, también era adorado como deidad de la vegetación, especialmente en los primeros tiempos de Roma. Los romanos también conocían al dios Quirino y a la diosa de la guerra Belona.
El equivalente griego de Marte y equiparado a él era Ares. Sin embargo, a diferencia de Marte, era responsable exclusivo de la guerra y estaba dotado de los atributos asociados a ella. Sus compañeros eran Fobos y Deimos (personificaciones del miedo y del terror, respectivamente). Atenea (diosa de la astucia y la sabiduría), Enío (diosa destructora de ciudades) o Enialio (dios descendiente de Ares) también eran deidades que representaban la guerra.
Los escandinavos de la Alta Edad Media, por ejemplo, adoraban a varias deidades guerreras. En su mitología, el dios de la guerra se correspondía más estrechamente con Tyr, también dios de la justicia. Sin embargo, más tarde Odín, su dios principal, asumió su papel casi por completo.
en Japón, con Hachiman que era considerado un dios de la guerra por el sintoísmo y era respetado por samuráis y por el Clan Minamoto, era representado con una vestimenta de monje budista y un bastón.

## Judaísmo y cristianismo
Ciertas religiones monoteístas muestran rasgos guerreros en sus respectivos conceptos de dios o creencias. En el judaísmo, el nombre divino Shaddaj (Gen 17,1; Ex 6,3) está asociado al verbo “violar, devastar”. En la antigua exp resión Pachad yitzchaq (Gen 31:42.53) 'terror de Isaac' se sospecha la tradición de la 'guerrade YHWH', que estaba muy extendida en el tiempo de los jueces como 'terror de Dios'. El término YHWH Sebaot (“Jehová de los ejércitos”) aparece con frecuencia en el primer libro de Samuel, los Salmos y la profecía de salvación, por lo que el ejército podría significar tanto la fuerza militar israelí como los poderes celestiales, como los ángeles. En el segundo libro de Moisés, se canta a YHWH mismo como un guerrero activo: 'Echó al caballo y al jinete al mar' (Ex 15:21 Lut).
En el momento de su aceptación por el emperador romano como religión de Estado, el cristianismo se convirtió, en ciertos rasgos y durante cierto tiempo, en una especie de religión de guerra. El emperador Constantino abolió el culto al dios principal romano Sol Invictus, sustituyó a este dios de la guerra por un culto a Cristo, el lábaro, etc., y en adelante se libraron guerras bajo el signo del símbolo de Cristo (In hoc signo vinces). En la historia eclesiástica, a ciertos ángeles (San Miguel) y santos (San Jorge, Adriano de Nicomedia, Santiago el Mayor, Sergio de Radonezh, Wenceslao, etc.) o a la Virgen María (Nuestra Señora de la Victoria) se les atribuyó la cualidad que antes estaba reservada a los dioses de la guerra del panteón de las religiones precristianas.